# رها اوزجان
راغب رها اوزجان (به ترکی استانبولی: Ragıp Reha Özcan؛ زادهٔ ۵ ژوئیهٔ ۱۹۶۵)  بازیگر اهل ترکیه است. وی از سال ۱۹۸۵ میلادی تاکنون مشغول فعالیت بوده‌است. او بیشتر به‌خاطر ایفای نقش فکری الیبول در مجموعۀ تلویزیونی حکایت ما شناخته شده‌است.
از فیلم‌ها یا مجموعه‌های تلویزیونی که وی در آن نقش داشته‌است می‌توان به کارادایی، حریم سلطان، استانبول سرخ، حکایت ما و دکتر معجزه‌گر اشاره کرد.